# AC Petite
AC Petite — трёхколёсная мотоколяска с задним приводом и рабочим объёмом в 350 см³. Оснащается одноцилиндровым, двухтактным двигателем. Автомобиль имеет одно сиденье для двух взрослых, также заявлено, что расход топлива на 60-70 миль, составляет один галлон -imp (4,0-4,7 л / 100 км), а максимальная скорость составляет 40 миль / ч (64 км / ч).
Было две версии машины. Между 1953 и 1955 годами автомобиль оснащался двигателем Villiers 27B и колёсами двух разных размеров. Задние колёса — 18-дюймовыми (460 мм) со спицами, в то время как переднее — всего 8 дюймов (200 мм). В 1955 году была выпущена версия Mark II с небольшими изменениями во внешней отделке, немного более мощным двигателем Villiers 28B и 12-дюймовыми (300 мм) колёсами спереди и сзади.
Было построено около 4000 AC Petites.